# Африканский ушастый гриф
Африканский ушастый гриф (лат. Torgos tracheliotus) — птица семейства ястребиных, подсемейства грифовых, который обитает на всём Африканском континенте и в Аравийском полуострове. Единственный вид рода.

## Внешний вид
Один из самых крупных грифов. Длина тела до 115 см, размах крыльев до 3 метров; вес — 10—14 кг. Окраска оперения в основном тёмно-коричневая. За передним краем подкрыльев проходит белая полоска. Хвост клиновидный, чёрный. Клюв чёрный; глаза тёмные. Особенностью ушастых грифов является «лысая» голова без перьев и пуха. Кожа на передней и верхней части головы светло-оранжевая. Ноги голубовато-серые. По бокам шеи с каждой стороны имеется большая кожная лопасть, отдалённо напоминающая ухо; отсюда название.

## Распространение
Обитает в Северной Африке от Атлантического океана до Красного моря, а также на Аравийском полуострове, к югу — вдоль Индийского океана до оконечности Южной Африки.

## Образ жизни
Питается в основном падалью, (например овцами), которую находит в основном наблюдая за другими грифами.